# Mesodiphlebia
Mesodiphlebia é um gênero de mariposa pertencente à família Crambidae.